# Hatschekia angulata
Hatschekia angulata is een eenoogkreeftjessoort uit de familie van de Hatschekiidae. De wetenschappelijke naam van de soort is voor het eerst geldig gepubliceerd in 1951 door Pearse.